# أحيانا نعم وأحيانا لا
أحيانا نعم وأحيانا لا (بالهندية: कभी हाँ कभी ना)‏ (بالإنجليزية: Kabhi Haan Kabhi Naa)‏ هو فيلم كوميدي رومانسي باللغة الهندية صدر عام 1993 من إخراج كوندان شاه وبطولة شاه روخ خان وديباك تيجوري.

## القصة
أيقظت أخت سونيل من حلمه بالزواج من الفتاة التي يحبها، آنا.
سونيل شاب مرح ومرح، يعشق الموسيقى ولا يهتم بالدراسة، مما يزعج والده، فيناياك. تخلى الجميع عن سونيل، ويعتقدون أنه لا يصلح لأي شيء باستثناء الأب براغانزا، الذي يعتقد أن سونيل نقي القلب.
سونيل وآنا وكريس هم ثلاثة أعضاء في فرقة موسيقية مكونة من ستة أعضاء، ويسعون لتحقيق النجاح. عادت آنا إلى الفرقة بعد غياب لفترة، مما أسعد كريس لأنه يحب آنا. بعد عودة آنا إلى حياته، بدأ سونيل يحاول تغيير عاداته ليجعل آنا تقع في حبه.
خلال عرض في حفل زفاف صديق، لاحظ سونيل التقارب بين آنا وكريس. شعر بالدمار، فقرر إحداث شرخ بينهما. في النهاية، وقع سونيل في شباك أكاذيبه. صفعته آنا غاضبة وقررت ألا تتحدث إليه مرة أخرى. طُرد سونيل من الفرقة. لكن الحظ حالفه إذ أنقذ الفرقة من السخرية في نادٍ محلي بتقديم عرضٍ رائع؛ فسامحت الفرقة بأكملها ونسيت الأمر.
في الوقت نفسه، رسب سونيل في امتحاناته مجددًا، بعد أن رسب ثلاث مرات بالفعل. وبينما كان فيناياك مستاءً ولم يعد يرغب في الارتباط بابنه، سامحه في النهاية، بفضل نصيحة ودعم الأب بريجانزا والجميع، وتقبّل شغفه وموهبته الموسيقية، بعد أن أدرك أنه يحقق نجاحًا كموسيقي.
ظن سونيل أنه استعاد حب آنا، لكنه اكتشف أن آنا وكريس يحبان بعضهما البعض ويريدان الزواج. بعد أن تحطم قلبه، أقرّ سونيل بأنه فقد حبه.
في هذه الأثناء، قرر والد آنا أن كريس يستحق الزواج منها. أعلن عن نواياه، لكن والدي كريس كان لهما رأي آخر، ودبّرا زواج كريس من ابنة صديقهما. شعرت آنا وعائلتها بالحزن.
يواسي سونيل آنا، فتتغير الأمور تدريجيًا لصالحه. يعتقد والد آنا أن سونيل سيحبها ويعتني بها، فيقنع آنا بالزواج منه. يغمر سونيل الفرح حتى يدرك أن آنا لا تزال تحب كريس. يقرر سونيل لمّ شملهما وتزويجهما. في يوم زفافهما، وبينما كان كريس وآنا على وشك تبادل الخواتم، يسقط كريس خاتمه ويتدحرج بعيدًا عن الأنظار. يلمح سونيل الخاتم لكنه يتظاهر بالجهل، حتى بينما تنظر إليه أخته الصغرى بحزن. في النهاية، يجد كريس الخاتم، ويتزوج الزوجان.
بعد الزفاف مباشرة، يُرى سونيل جالسًا على الرصيف، حزينًا ومنكسر القلب. بالصدفة، تقترب منه فتاة تائهة تبحث عن الطريق. بعد فترة، يُرى سونيل والفتاة يمشيان في ضوء القمر ويتحدثان بمرح.
يرى أنتوني وفاسكو، وهما مجرمان جزء من القصة، سونيل مع الفتاة الجديدة، فيكسران حاجز الصمت، قائلين إن سونيل سيكون بخير. يسمع المجرمون صفارات الإنذار الخاصة بالشرطة فيهربون على الفور بينما تظهر شارة النهاية.

## طاقم التمثيل
- شاه روخ خان بدور سونيل
- ديباك تيجوري بدور كريس رودريغيز
- سوشيترا كريشنامورثي بدور آنا غونسالفيس
- ريتا بهادوري بدور ماري غونسالفيس، والدة آنا
- ساتيش شاه بدور سيمون غونسالفيس، والد آنا
- أنجان سريفاستافا بدور فيناياك، والد سونيل
- جوجا كابور بدور أنتوني جوميز، الدون
- تيكو تالسانيا بدور باتيل، صاحب الحانة
- رافي باسواني بدور ألبرت غونسالفيس، شقيق آنا
- نصير الدين شاه بدور الأب براغانزا، كاهن
- أشوتوش جواريكار بدور عمران بلال، صديق سونيل
- كوروش ديبو مثل يزدي، أفضل صديق لسونيل
- أديتيا لاخيا بدور توني، صديق سونيل
- شاشي سهاي في دور برابها، والدة سونيل
- سعدية صديقي بدور نيكي، أخت سونيل
- فيريندرا ساكسينا بدور فاسكو، اليد اليمنى لأنطوني
- أنيتا كانوال بدور والدة كريس
- جيوتي ناثان
- سهاس
- بريتا ماثور
- سنيهال لاخيا
- منيلة صديقي
- أجيت فاتشاني في ظهور خاص بدور تشارلز رودريغز، والد كريس
- جوهي تشاولا في ظهور خاص

## استقبال
في مراجعة استعادية، كتب سامبادا شارما من صحيفة "ذا إنديان إكسبريس": "جسّد شاروخان كل الأدوار، من عاشق مفقود إلى رجل يعاني من مشاكل نفسية. كان فيلم "أحيانا نعم وأحيانا لا" للمخرج شاه فيلمًا فريدًا من نوعه. لو صُنع بالطريقة التقليدية، لكان قصة حب بين كريس وآنا، حيث يكون سونيل هو الشرير في حياتهما. لكن كوندان شاه قرر سرد هذه القصة من وجهة نظر هذا الرجل الضائع الذي لا يُغرق نفسه في الكحول، ولا يسعى لإحراق العالم لمجرد أنه وقع في قصة حب فاشلة. إنه يُكمل حياته بقلبه المكسور على أمل أن يتعافى مع مرور الوقت".

## وصلات خارجية
- أحيانا نعم وأحيانا لا على موقع IMDb (الإنجليزية)
- أحيانا نعم وأحيانا لا على موقع نتفليكس (الإنجليزية)
- أحيانا نعم وأحيانا لا على موقع أول موفي (الإنجليزية)
- أحيانا نعم وأحيانا لا على موقع فيلمافينيتي (الإسبانية)
- أحيانا نعم وأحيانا لا على موقع قاعدة بيانات الفيلم (الإنجليزية)
- أحيانا نعم وأحيانا لا على موقع ليتربوكسد (الإنجليزية)
- أحيانا نعم وأحيانا لا على موقع كينوبويسك (الروسية)